# 應瀚
應瀚（1424年—？），字克涵，浙江寧波府奉化縣人，明朝政治人物。同進士出身。

## 生平
浙江鄉試第二十二名。天順元年（1457年）丁丑科會試第六名，殿試登進士第三甲第四名。

## 家族
曾祖父應惠生。祖父應汝潮。父亲應純璀。